# Diocèse de San Bernardo
Le diocèse de San Bernardo (en latin : Dioecesis Sancti Bernardi ; en espagnol : Diócesis de San Bernardo) est un diocèse de l'Église catholique du Chili, suffragant de l'archidiocèse de Santiago du Chili.  

## Territoire
Il comprend les communes suivantes de la région métropolitaine de Santiago : San Bernardo, Buin, Paine, Pirque, Calera de Tango, ainsi que des parties des communes de La Pintana et d'El Bosque.
Son territoire s'étend sur 1 145 km2 divisé en 40 paroisses. Le siège épiscopal est à San Bernardo où se trouve la cathédrale Saint-Bernard. San Bernardo se trouve à 18 kilomètres du centre-ville de Santiago du Chili.

## Histoire
Le diocèse de San Bernardo est érigé le 13 juillet 1987 par la constitution apostolique Omnium Ecclesiarum du pape Jean-Paul II, recevant son territoire de l'archidiocèse de Santiago du Chili dont San Bernardo devient suffragant.
C'est d'abord l'église saint Bernard de San Bernardo qui devient la cathédrale du diocèse ; c'est dans ce lieu qu'Orozimbo Fuenzalida y Fuenzalida y reçoit l'ordination épiscopale le 30 août 1987 par Angelo Sodano, nonce apostolique au Chili. La dédicace de la nouvelle cathédrale a lieu le 25 novembre 2000 présidée par Darío Castrillón Hoyos, en présence du cardinal Fresno, du nonce apostolique et d'évêques du pays.
Un séminaire diocésain placé sous le vocable de saint Pierre est fondé en 1989 pour répondre au manque de prêtres (une quinzaine pour près d'un million d'habitants). De nouvelles paroisses voient rapidement le jour. 
Orozimbo Fuenzalida y Fuenzalida entame des démarches en vue d'obtenir la présence de moines cisterciens dans son diocèse pour avoir un centre de prière et de retraite spirituelle. Le chapitre général cistercien
autorise la fondation et demande à l'abbaye de São José do Rio Pardo au Brésil de la réaliser. Le monastère est érigé le 2 décembre 2000 à Chada, une localité de la commune de Paine. Il est reconnu comme prieuré deux ans plus tard.

## Évêques
- Orozimbo Fuenzalida y Fuenzalida (13 juillet 1987 - 10 octobre 2003)
- Juan Ignacio González Errázuriz depuis le 10 octobre 2003